# Kejsi Tola
Kejsi Tola (* 5. února 1992 Tirana) je albánská zpěvačka. Známou se stala díky vítězství v Ethet, albánské odnoži reality show Idol v roce 2007. Následně v roce 2009 reprezentovala Albánii na Eurovision Song Contest 2009 s písní „Carry Me In Your Dreams“, kde obsadila 17. místo.

## Život a kariéra
Ve věku deseti let začala docházet na hodiny zpěvu a v jedenácti získala první místo na hudebním festivalu Mladé hlasy Albánie. Následně vystoupila na řadě soutěží a festivalů (mimo jiné Shkodra Festival) a v roce 2007 ve věku patnácti let zvítězila v soutěži Albánsky idol, lokální variaci světového formátu reality-show. Díky vítězství byla nominována jako soutěžící do Festivali i Kënges, tradičního albánského festivalu, který vybírá reprezentanta země na Eurovision Song Contest. Dne 21. prosince 2008 zde Kejsi zvítězila s písní „Më Merr Në Ëndërr“.
Kejsi následně nahrála anglickou verzi písně „Carry Me In Your Dreams“ s novým aranžmá, aby ji posléze představila na Eurovision Song Contest 2009 v Moskvě. Ve druhém semifinálovém kole, které proběhlo 14. května 2009, obsadila sedmé místo se 73 body, a jakožto jeden z deseti nejúspěšnějších interpretů postoupila do finálové části. Zde v kombinovaném hlasování diváků a odborné poroty získala 48 bodů, což stačilo na celkové 17. místo.
V roce 2010 se znovu pokusila vstoupit na Eurovision Song Contest, a to účastí v národním kole Festivali i Këngës 48. Ve finále národního kola, konaného 27. prosince 2009, se s písní „Ndonjëherë“ umístila na pouhém patnáctém místě. Následující rok se pokusila reprezentovat Albánii na Eurovision Song Contest 2011 v německém Düsseldorfu. S písní „Pranë“ se však nedostala ani do finále. V roce 2012 se pokusila již potřetí vystoupit na Eurovision Song Contest. Tentokrát s písní, která nesla název „S'jemi më atje“. V národním kole se umístila čtvrtá s 42 body.

## Diskografie

### Singly
- 2008: „Një Minutë“
- 2008: „Carry Me in Your Dreams“
- 2009: „Qiellin do ta Prek me Ty“
- 2009: „UAT“
- 2009: „Ndonjëherë“
- 2010: „Pranë“
- 2011: „Më Jeto“
- 2012: „Atje“
- 2012: „Perëndeshë e Fantazisë“
- 2012: „S'jemi më atje“
- 2014: „Iceberg“
- 2018: „U rritëm“
- 2018: „Më ke mua“